# Perfectononion
Perfectononion es un género de foraminífero bentónico considerado un sinónimo posterior de Elphidium de la subfamilia Elphidiinae, de la familia Elphidiidae, de la superfamilia Rotalioidea, del suborden Rotaliina y del orden Rotaliida. Su especie tipo era Elphidium incertum var. obscurum. Su rango cronoestratigráfico abarcaba el Mioceno.

## Clasificación
Perfectononion incluía a la siguiente especie:
- Perfectononion incertaformis †
- Perfectononion obscurum †
- Perfectononion praeincertus †